# Aoteapsyche tipua
Aoteapsyche tipua är en nattsländeart som först beskrevs av Mcfarlane 1964.  Aoteapsyche tipua ingår i släktet Aoteapsyche och familjen ryssjenattsländor. Inga underarter finns listade i Catalogue of Life.